# 麥基恩島

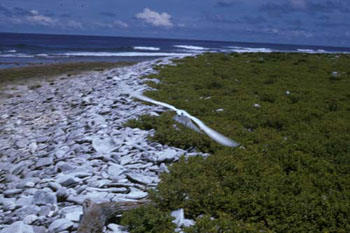

麥基恩島是太平洋島國基里巴斯的環礁，屬於鳳凰群島的一部分，位於阿巴里靈阿環礁西南約280公里，直徑約1公里，面積0.57平方公里，潟湖直徑約800米。

## 外部連結
- Official site
- History of McKean Island（页面存档备份，存于）

3°36′S 174°07′W / 3.600°S 174.117°W